# Сан Марко (Рим)
Вижте пояснителната страница за други значения на Сан Марко.
Сан Марко (на италиански: Basilica di San Marco Evangelista al Campidoglio) е трикорабна титулярна католическа базилика в Рим, на площад „Сан Марко“ № 48.

## История
Църквата е построена през 336 г. от папа Марк, и е посветена на апостол Марко. През следващите столетия е престроявана и реставрирана многократно. През 1455—1471 г. е преустроена отново по поръчка на кардинал Пиетро Барбо (бъдещият папа Павел II) и става част от неговия дворец Палацо Венеция.

## Интериор
Апсидата на църквата е украсена с мозайки от 9 век, изобразяващи Христос в обкръжението от апостоли и светии, а също и папа Григорий IV с квадратен нимб. В ръце папата държи макет на църквата.